# 1966 en philosophie
Chronologie de la philosophie
- 1962
- 1963
- 1964
- 1965
- 1966
- 1967
- 1968
- 1969
- 1970

L’année 1966 a été marquée, en philosophie, par les événements suivants :

## Publications
- Michel Foucault : Les Mots et les Choses. Une archéologie des sciences humaines
- Johan Degenaar : Die Wêreld van Albert Camus. Johannesburg: APB.

### Rééditions
- Thomas More : L'Utopie, 1516, p.ex. Éditions sociales-Messidor, 1966, 1982.

## Décès
- 21 juillet : Philipp Frank, philosophe autrichien, né en 1884 ;
- Date précise inconnue :
  - Emmanouil Entchmène, comportementaliste soviétique, né en 1891.